# موف إت (برمجية)
برمجية MOVEit هي برمجية نقل ملف تم إنتاجها بواسطة Ipswitch, Inc. يقوم MOVEit بتشفير الملفات واستخدام بروتوكولات نقل ملفات محكمة لنقل البيانات باستخدام الأتمتة والتحليلات أو طريقة الفشل. تم استخدام البرنامج في مجال صناعة الرعاية الصحية من قبل شركات مثل مستشفى روشستر  وميدبانك، بالإضافة إلى الآلاف من أقسام تكنولوجيا المعلومات في الخدمات المالية والتقنية العالية والحكومة.